# 盛光祖
盛光祖（1949年4月5日—），中國江苏江宁人。1968年8月参加工作，退休中华人民共和国正部长级官员，退休前长期在中国铁路系统工作。曾任海关总署署长，末任铁道部部长，首任中国铁路总公司总经理、党组书记，全国人大财政经济委员会副主任委员。

## 经历
据公开资料显示，盛光祖是江苏江宁人，其妻曾是商场的一名普通职工，岳父也是普通退休干部；至于盛光祖的家世就没有很多资料。1968年8月，19岁的盛光祖参加工作，在江苏省南京市江宁县东山公社前进大队插队。1970年12月，他离开前进大队，进入同济大学工程系就读。不久他转入上海铁道学院工程系铁道工程专业，1974年5月毕业，获大专学历。

### 任职铁路系统
大专毕业后，盛光祖长期在铁路系统工作。1974年5月至1977年7月，他在上海铁路局南京铁路分局南京工务段技术室担任干部。1977年7月，他调任上海铁路局南京铁路分局革委会、政治部办公室秘书。1982年6月起，他历任上海铁路局南京铁路分局镇江工务段副段长、代段长、党委副书记，段长、党委副书记。1983年11月至1985年4月间，他先后出任上海铁路局工务处副处长、人事处副处长。
1985年4月，任上海铁路局南京铁路分局党委书记。1986年9月，任上海铁路局南京铁路分局党委书记兼政治部主任。1988年4月，任上海铁路局杭州铁路分局分局长、党委书记。1989年5月，任上海铁路局南京铁路分局分局长、党委书记。1993年4月，任济南铁路局局长、党委副书记。
1994年11月，任铁道部党组成员、总经济师。1996年1月，任铁道部政治部主任、党组成员兼直属机关党委书记。1999年1月，任铁道部副部长、党组成员。

### 转赴海关总署
2000年4月，任海关总署副署长、党组成员。2002年2月，任海关总署副署长、党组副书记，海关副总监关衔。2007年7月，任海关总署党组书记、副署长（正部长级），海关副总监关衔；并在中共十七大上，当选中共中央委员。2008年3月，任海关总署署长、党组书记，海关总监关衔。

### 执掌铁道系统
2011年2月，前铁道部部长刘志军因贪腐问题下台，盛光祖接任铁道部党组书记、部长。上任数月后，发生了2011年杭深线动车组列车追尾事故。盛光祖被认为对事故处置不力，2011年12月28日，向国务院作出深刻检查。
2013年3月，按照第十二届全国人民代表大会第一次会议通过的《国务院机构改革和转变职能方案》，铁道部被分拆，成立新的国家铁路局和中国铁路总公司，盛光祖成为最后一任铁道部部长；3月14日，中国铁路总公司注册成立，盛光祖被任命为总经理和公司法定代表人。2016年10月9日，到龄卸任。

### 退休后
2016年11月7日，第十二届全国人大常委会第二十四次会议经表决，任命盛光祖为全国人大财政经济委员会副主任委员。2018年3月退休。

### 落马
2022年3月25日，因涉嫌严重违纪违法，盛光祖配合中央纪委国家监委纪律审查和监察调查。同日，国铁集团党组召开（扩大）会议，坚决拥护中央决定。
2022年9月19日，经中共中央纪委常委会会议研究并报中共中央批准，决定给予盛光祖开除党籍处分；按规定取消其享受的待遇；收缴其违纪违法所得；将其涉嫌犯罪问题移送检察机关依法审查起诉，所涉财物一并移送。
2022年10月8日，最高人民检察院以涉嫌受贿罪、利用影响力受贿罪对盛光祖作出逮捕决定。
2023年2月20日，原中国铁路总公司党组书记、总经理盛光祖涉嫌受贿、利用影响力受贿案由国家监察委员会调查终结，经最高人民检察院指定由陕西省宝鸡市人民检察院审查起诉。
2023年8月3日，陕西省宝鸡市中级人民法院一审公开开庭审理原中国铁路总公司党组书记、总经理盛光祖受贿、利用影响力受贿一案。陕西省宝鸡市人民检察院提请以受贿罪、利用影响力受贿罪追究盛光祖的刑事责任。经审理查明：2004年至2022年，盛光祖利用担任海关总署党组副书记、副署长、党组书记、署长，原铁道部党组书记、部长，原中国铁路总公司党组书记、总经理，第十二届全国人民代表大会常务委员会委员、财政经济委员会副主任委员等职务上的便利，为有关单位和个人在企业经营、项目承揽、职务晋升、工作调整等方面谋取利益，非法收受上述单位和个人财物折合共计人民币5666万余元。2021年11月，盛光祖利用原担任中国铁路总公司党组书记、总经理的职权和地位形成的便利条件，通过其他国家工作人员职务上的行为，为相关单位在企业经营方面谋取不正当利益。其间，盛光祖非法收受相关人员财物折合共计人民币714万余元。盛光祖当庭表示认罪、悔罪。法庭宣布休庭，择期宣判。
2023年12月12日，陕西省宝鸡市中级人民法院一审以受贿罪判處盛光祖有期徒刑十四年，并处罚金人民币五百万元，以利用影响力受贿罪判处有期徒刑七年，并处罚金人民币一百万元，决定执行有期徒刑十五年，并处罚金人民币六百万元。

## 评价

### 自我评价
在中国铁路总公司2016年10月9日召开的干部大会中，代表中共中央宣布中国铁路总公司主要领导调整的决定的中共中央组织部副部长邓声明对盛光祖的任内工作进行了高度评价，对2012年以来其在铁路工作所取得的成绩给予充分肯定。盛光祖在这次会议中总结自己工作时表示，其任内“完成党中央、国务院交给我们的光荣任务，顺利实施了铁路管理体制重大改革，保持了铁路安全基本稳定，建设持续保持在高位运行，客货运输组织改革不断深化，技术创新取得新的突破，“走出去”工作迈出重要步伐，铁路职工收入有了一定增长，铁路事业取得了新发展新进步。”

### 第三方评价

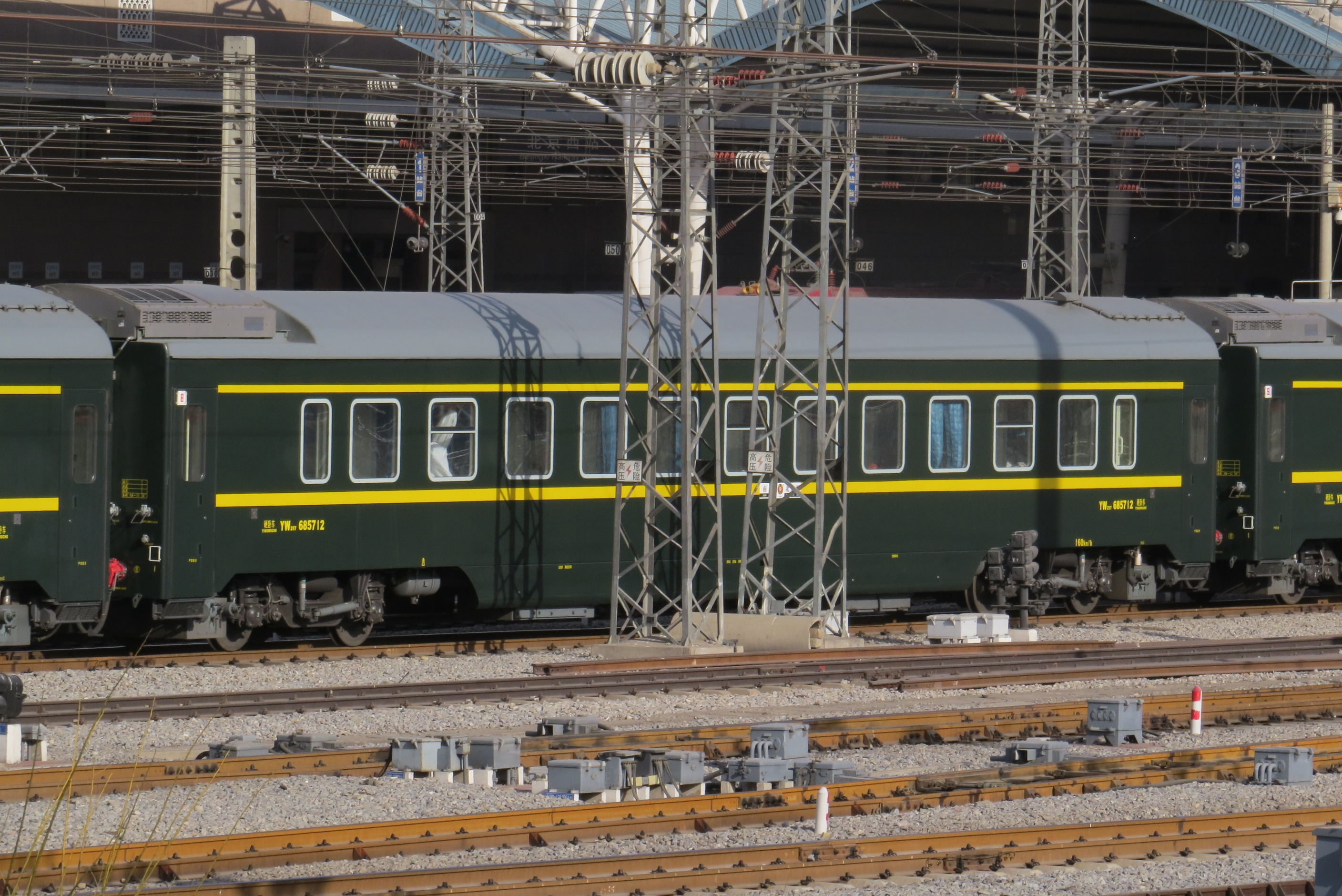
Z285/286次列车的25T型车体，采用2014年起规定的墨绿色涂装；盛光祖亦因这种统一涂装的举动而遭到批评

2011年甬台温铁路列车追尾事故发生后，盛光祖在事故现场视察时，曾佩戴一只估计价值约11,000美元的豪华手表，引起网民关注和讨论。此后，关于盛光祖戴名表的帖子不久即被新浪网管理员删除。盛光祖从未对此事发表过任何评论，但引发金融时报、BBC等国际媒体关注。
盛光祖接任铁道部负责人后，因主张高铁降速、降低新建铁路的技术标准、缩减铁路投资而备受争议，其也因此被网友称为“盛高阻”，或是直接称之为“高阻”（取高铁阻碍者之意，这一谑称早在7.23事故之前即已出现），甚至有网民改编歌曲讽刺其降速降标举动。汉宜铁路建设因缩减开支而盲目追求降低“桥隧比”，把本应使用高架桥的路段强行更改设计使用路基路面，导致该线路在2012年大面积出现路基沉降，直接影响日后线路的安全。
2014年底，中国铁路所辖的普速客车（指除动车组、高速动车组和城际动车组外的、运营速度不高于160km/h的客车）车体颜色开始重新刷上绿色，但该举动因必要性、预算浪费等问题被民众质疑，这类重新涂为绿色的铁路车辆更被火车迷讽刺为“伪绿皮”（不同于22型等无空调、票价低廉的传统绿皮车）或是“高阻绿”（因该涂装方案于盛光祖任内提出）。
盛光祖在铁路部门工作期间，多次给职工加薪，特别是偏向一线职工，这使得铁路职工对盛光祖的评价大大高于其前任刘志军。